# إلياس بسيناكيس
إلياس بسيناكيس (باليونانية: Ηλίας Ψινάκης)‏ هو رجل أعمال وسياسي ومدير أعمال وشخصية تلفزيونية يوناني.
شغل بسيناكيس منصب رئيس بلدية ماراثوناس، الواقعة في إقليم أتيكا الإداري من عام 2014 حتى عام 2019. وهو مثلي الجنس علنا ويعتبر أحد أوائل السياسيين من مجتمع المثليين علنا في اليونان.

## النشأة والتعليم
ولد بسيناكيس في اليونان لوالديه باناغيوتيس وأليس بسيناكيس. كان والده يمتلك مصنعًا للإلكترونيات، وكان عمه ستيف بسيناكيس يمتلك شركة «ميرالكو» للطاقة في الفلبين. ونشأ في الفلبين واليونان. درس بسيناكيس الأعمال والتسويق الدولي أثناء التحاقه بجامعة في المملكة المتحدة، وحصل في النهاية على درجة الماجستير في كليهما.

## المسار المهني

### عرض الأزياء والترفيه
عمل بسيناكيس كعارض أزياء في بداية مسيرته المهنية. وأصبح بعد ذلك كاتبا لمسلسل تلفزيوني يوناني. كانت خطوته المهنية التالية مديرا للمغني اليوناني ساكيس روفاس. قرر بسيناكيس إدارة حياته المهنية الترفيهية بعد انتهاء علاقة العمل التي دامت 16 عامًا مع روفاس في عام 2004، وظهر لاحقًا كقاض في برامج تلفزيون الواقع اليونانية مثل النسخة اليونانية لبرنامج بوب آيدول وذا إكس فاكتور وغوت تالنت وكذلك برنامج «دريم شاو». وواصل خلال هذه الفترة الزمنية العمل كمدير أعمال للعديد من المطربين والممثلين في اليونان.

### السياسة

#### مجلس المدينة
بدأ بسيناكيس دخول السياسة في عام 2010 عندما تم انتخابه في مجلس مدينة أثينا جنبًا إلى جنب مع نيكيتاس كالكامانيس. عمل بسيناكيس على الترويج لصورة مواتية لأثينا في اليونان وفي الخارج. كما أنشأ ودعم مشروع «للحصول على طبق من الطعام» المصمم لتقديم المساعدة للفقراء في أثينا. نظم المشروع بالتعاون مع أبرشية أثينا والمنظمة الحكومية «أبوستولي»، وحصل الآلاف من المحتاجين في أثينا على الطعام والمساعدة المجانية.

### رئيس البلدية
أصبح بسيناكيس مرشحًا لمنصب رئيس بلدية ماراثوناس في عام 2014. كان مقيمًا هناك لأكثر من عشرين عامًا وقت ترشيحه، وانتخبه مواطنو المنطقة لهذا المنصب في جولة التصويت الأولى في 18 مايو 2014 بنسبة 53.55% من مجموع الأصوات. أدى بسيناكيس اليمين الدستورية في أغسطس 2014. قدم رئيس البلدية الجديد خلال خطاب تنصيبه رؤيته لمدينة ماراثوناس والمنطقة المحيطة التي تضمنت التركيز على الشفافية والجدارة والتنمية.
أصدر المجلس البلدي لماراثوناس بالإجماع قرارًا يصف بسيناكيس بأنه «غير مرغوب فيه» و«غير قادر» و «خطير للغاية حتى على الصحة البدنية لمواطني البلدية»، وطالبه بالاستقالة في 3 أغسطس 2018، وذلك عقب حرائق غابات أتيكا 2018 الكارثية في المنطقة. رفض بسيناكيس الاستقالة، ووصف الإجراء بأنه إجراء غير دستوري مخطط له لا ينص عليه القانون وليس له سابقة قانونية، وبأن غرضه كان فقط «الانتحال وهتك العرض» حسب وصفه. وحث على إدارة عواقب هذه الكارثة في مناخ من التضامن والجهود المشتركة. وأنهى عهدته الممتدة على 5 سنوات في عام 2019.

#### المشاريع والأنشطة
عُيّّن بسيناكيس في أوائل عام 2015 رئيسًا للعلاقات العامة الدولية للاتحاد المركزي للبلديات في اليونان. عمل بسيناكيس في إطار ذلك على إعادة «رخاميات البارثينون» المعروف أيضًا باسم رخاميات إلغن، إلى اليونان من المتحف البريطاني في لندن. تشمل الأنشطة الأخرى لبسيناكيس بصفته رئيس البلدية المشاركة في البرلمان اليوناني.
أنشأ بسيناكيس ميدالية فيلق ماراثون في عام 2015 في محاولة لتكريم الرياضيين اليونانيين والمشاهير والمحسنين والفنانين وغيرهم من الشخصيات البارزة على الصعيد الدولي. قدم بسيناكيس في مايو 2015 أول جائزة من هذه الجائزة إلى رئيس الجمهورية اليونانية بروكوبيس بافلوبولوس.
 كان الحاصلون على الجائزة لاحقًا هم بطريرك القسطنطينية المسكوني برثلماوس الأول، المخرج الهوليوودي جيمس كاميرون، وجيم جيانوبولوس المدير السابق لشركة توينتيث سينشوري ستوديوز، والممثلون توم هانكس وريتا ويلسون وسبعة وثلاثون سفيرًا أجنبيًا من جميع أنحاء العالم. يُمنح الفائزون بالجائزة لقب «سفير العالم لماراثوناس».

أنشأ بسيناكيس مؤسسة ماراثوناس غير الربحية من أجل تعزيز السياحة والرياضة والثقافة في المنطقة بالإضافة إلى الترويج للفعاليات الخيرية للمحتاجين التي توفر الطعام والماء والرعاية الطبية في جميع أنحاء اليونان.
أسس بسيناكيس «أمفيكتيوني المدن اليونانية القديمة» (باليونانية: Αμφικτυονία Αρχαίων Ελληνικών Πόλεων)‏ في مارس 2016 في محاولة لتوحيد مناطق اليونان المختلفة التي تحتوي على آثار بالإضافة إلى المعالم التاريخية والثقافية. تركز الجمعية على حماية ونشر التراث الثقافي اليوناني ودعم المصالح الثقافية، ويوجد مقرها الرئيسي في ماراثون. أصبحت العديد من البلديات في اليونان مدنًا أعضاء في الجمعية منذ إنشائها.
عمل بسيناكيس مع مستثمرين يونانيين وصينيين لإنشاء منطقة جذب على طراز الريفييرا وكوجهة سياحية دولية. ويعتبر بناء مركز ترفيهي يتضمن كازينو ومارينا وفنادق وفيلات وملعب غولف جزءا من خططه المستقبلية للمدينة. تشمل خطط بسيناكيس الإضافية لماراثوناس «بحيرة ماراثوناس» وهي حديقة تشمل مسارات ركوب الزوارق وركوب الدراجات. وعمل بسيناكيس بالتعاون مع الحاكم الإقليمي لإقليم أتيكا ووزير الثقافة، ورئيس بلدية لافريو أيضًا على حديقة للغوص بجهاز التنفس المكتفي ذاتيا التي من شأنها أن تتمحور حول خليج وابية. تشمل الجهود الأخرى المبذولة لجعل مدينته وجهة سياحية رحلة قام بها بسيناكيس إلى الصين في مايو 2016، حيث شارك في مفاوضات الاستثمار لبناء متحف تاريخي في ماراثوناس.

#### حزب المواطنون والانتخابات البرلمانية الأوروبية 2019
أسس بسيناكيس حزب «المواطنون» وخاض انتخابات البرلمان الأوروبي 2019 في اليونان كمرشح لعضوية البرلمان الأوروبي. لكنه لم يفز فيها إذ جاء في المرتبة الثانية بعد أن حصل على 28,962 صوتا من إجمالي 51,398 صوتا.